# 麥克雷里縣 (肯塔基州)
麥克雷里縣（英語：McCreary County）是美國肯塔基州南部的一個縣，南界田納西州。面積1,115平方公里。根据美國2000年人口普查，共有人口17,080人。縣治惠特利城（Whitley City）。
成立於1912年3月12日。縣名紀念州長、聯邦眾議員、參議員詹姆斯·B·麥克雷里。本縣是全州唯一沒有建制市的地縣。